# NGC 6425
NGC 6425 is een open sterrenhoop in het sterrenbeeld Schorpioen. Het hemelobject werd op 3 augustus 1834 ontdekt door de Britse astronoom John Herschel.

## Synoniemen
- OCL 1033
- ESO 455-SC38